# Aesculus parviflora
Aesculus parviflora, ситноцветни дивљи кестен, је врста листопадног жбуна који припада фамилији Sapindaceae. Често се употребљава и назив патуљасти дивљи кестен због сличности са дивљим кестеном.

## Опис биљке
Ситноцветни дивљи кестен расте до 4 метра висине. Густо се грана и формира широке скупине изданака из корена. Цвета у јулу и августу. Цветови су беле боје са упсравним метличастим цвастима, дужине до 30 cm.

## Култивација и употреба
Ситноцветни дивљи кестен се гаји као декоративни жбун. Вилијам Бартрам, природњак и истраживач, је први уопчио, до тада неописани жбун, током својих путовања кроз Каролину, Џорџију и Флориду у периоду од 1773-1778. године. 

## Галерија
- Лист (Aesculus parviflora)
- Нерватура листа
- Нерватура листа
- Листови (Aesculus parviflora)